# جک‌فروت
بلانگیل(Bolāngil), (به انگلیسی: Jackfruit) درختی است که همراه با انجیرها، توت‌ها و درخت نان، در خانواده انجیران طبقه‌بندی شده‌است. این گیاه، بومی منطقه گهات غربی در جنوب هند، سری‌لانکا، شرق و جنوب شرق آسیا وجنگل‌های بارانی کشورهای اندونزی، مالزی و فیلیپین است.
میوه‌های این درخت، سبزرنگ، آب‌دار و معطر و از بزرگ‌ترین میوه‌های جهان و بزرگ‌ترین میوه درختی با بیشینه وزن ۴۵ کیلوگرم، هستند. وزن معمول میوه‌های این درخت به بیش از ۱۸ کیلوگرم و درازای آن‌ها به بیش از ۶۰ سانتی‌متر می‌رسد. یک درخت جک‌فروت بالغ، به‌طور معمول، ۲۰۰ میوه و درختان بزرگ‌تر تا ۵۰۰ میوه به‌طور سالانه تولید می‌کنند. میوه‌ها، از نوع میوه‌های مرکب بوده و عموماً، طعمی شیرین داشته و در تهیهٔ دسرها مورد استفاده هستند. این میوه‌ها به‌صورت پخته یا خام مصرف می‌شوند. دانه‌های آن نیز به صورت پخته در مناطق محلی خورده می‌شوند.

## گیاه‌شناسی
درختی همیشه‌سبز است، تنهٔ درخت، مستحکم و نسبتاً کوتاه است و شاخه‌های بالایی، متراکم هستند. این درخت معمولاً ۱۰ تا ۲۰ متر رشد کرده و قطر تنه نیز ۳۰ تا ۸۰ سانتی‌متر است. برگ‌های این درخت براق هستند و ۱۵ تا ۲۰ سانتی‌متر طول دارند.

## کشت
در مناطق گرمسیری رشد می‌کند و در برابر آفات، بسیار مقاوم است و در درجه حرارت بالا و خشک‌سالی نیز به حیات خود ادامه می‌دهد. درخت جک‌فروت زمانی که بالغ شود، نیاز به مراقبت زیادی ندارد و به رشد خود ادامه می‌دهد. اما بین دو تا هفت سال طول می‌کشد تا درخت میوه دهد. مواد مغذی موجود در «جک فروت» می‌تواند از سرطان جلوگیری کرده و سیستم ایمنی بدن را تقویت کند. همچنین این میوه به هضم غذا کمک می‌کند و موجب کاهش کلسترول و تقویت استخوان‌ها می‌شود.

## ارزش غذایی
بخش‌های قابل مصرف پالپ این میوه، حاوی ۷۴ درصد آب، ۲۳ درصد کربوهیدرات، ۲ درصد پروتئین و ۱ درصد چربی است. مواد مغذی موجود در «جک فروت» می‌تواند از سرطان جلوگیری کرده و سیستم ایمنی بدن را تقویت کند. همچنین این میوه به هضم غذا کمک می‌کند و موجب کاهش کلسترول و تقویت استخوان‌ها می‌شود.